# دیتون (واشینگتن)
دیتون (به انگلیسی: Dayton) شهری در شهرستان کلمبیا، ایالت واشنگتن است که در سرشماری سال ۲۰۱۰ میلادی، ۲۵۲۶ نفر جمعیت داشته است.